# Томпсон, Эдвард Маунд
Сэр Эдвард Маунд Томпсон (англ. Edward Maunde Thompson; 4 мая 1840 — 14 сентября 1929) — британский палеограф, главный библиотекарь и первый директор Британского музея. Занимался исследованием почерка Уильяма Шекспира в рукописи пьесы «Сэр Томас Мор».

## Биография
Родился на Ямайке, где его отец, Эдвард Томпсон, занимал должность кустода в приходе Кларендон. Его матерью была Элиза Хейхерст Пул, тоже из Кларендона. Получил образование в школе Рагби и в Университетском колледже Оксфордского университета. В 1864 году женился на Джорджиане Сюзанне Маккензи из старинной шотландско-ямайской семьи. В браке родились четверо детей: дочь и трое сыновей. С 1888 по 1909 был директором и главным библиотекарем Британского музея. Он установил высокие стандарты для сотрудников музея и много работал над улучшением доступности коллекций для публики. Обеспечил помещение в Хендоне для размещения коллекции газет музея.
Под его руководством в 1879 и 1880 годах было издано фотографическое факсимиле Александринского кодекса. Стал одним из основателей Британской академии в 1901 году и её вторым президентом (1907—1909).
В августе 1909 года, из-за плохого состояния здоровья ему пришлось отказаться от должность в Британском музее.
В 1916 году он опубликовал своё палеографическое исследование трёхстраничного приложения к рукописи «Сэр Томас Мор», в котором утверждал, что три страницы в «Почерке D» присутствуют в автографе Уильяма Шекспира. В 1923 году наряду с Альфредом В. Поллардом, Уолтером Уилсоном Грегом, Джоном Довером Уилсоном и Раймондом Чемберсом он внёс существенный вклад в исследование «Почерк Шекспира в пьесе „Сэр Томас Мор“» .
Похоронен на Бруквудском кладбище.
В 1895 году Томпсон был посвящён в рыцари. Был удостоен ряда почётных степеней, в том числе Оксфордского университета, Даремского университета, Сент-Эндрюсского университета и Манчестерского университета, а также был почётным членом Университетского колледжа Оксфорда.
По просьбе Томпсона его портрет, написанный в 1909 году Эдвардом Джоном Пойнтером, был передан в Британский музей.

## Звания и членства
- Член Британской академии